# Temporada do Sporting Clube Olhanense de 2012–13
A temporada do Sporting Clube Olhanense de 2012–13 foi a 4ª temporada consecutiva na primeira divisão do futebol português. O Olhanense participou em três competições internas:  Primeira Liga, a Taça de Portugal e a Taça da Liga.
Foi o ponto alto de uma época que muitos previam ser a mais difícil desde o regresso da equipa à primeira divisão: começando com discussões ainda na pré-época entre o treinador Sérgio Conceição e o presidente Isidoro Sousa e que culminariam com a saída do técnico após a vitória por um zero frente ao Rio Ave em Vila do Conde, passando por salários em atraso aos jogadores que motivaram um pré-aviso de greve na recepção ao Benfica, culminando com o despedimento de Manuel Cajuda, o substituto de Conceição a três jornadas do fim do campeonato, entrando para o seu lugar o jovem Bruno Saraiva, foram muitas as dificuldades que a equipa teve de ultrapassar para alcançar a tão desejada manutenção.
De notar que o Olhanense foi a única equipa nacional e internacional a não sair derrotada do Estádio do Dragão (com Cajuda), casa do FC Porto, que se sagrou nesta temporada tri-campeão português e disputou, entre outras, a Liga dos Campeões da UEFA, competição máxima do futebol europeu. A surpresa aconteceu na 18ª jornada da Liga, a 10 de fevereiro de 2013, tendo o jogo terminado com um empate a uma bola.
A época terminou com a reeleição do presidente Isidoro Sousa para o seu quarto mandato consecutivo à frente do clube rubro-negro, sendo o seu primeiro desafio o de encontrar investidores para a futura SAD do clube, imposição legal para que o mesmo se possa inscrever nos campeonatos profissionais na temporada 2013-14.

## Equipamento
| Principal | Alternativo |

## Equipa profissional
Atualizado a 29 de maio de 2013. 
- : Capitão
- ²: Sub. Capitão

### Transferências

#### Entradas
| Jogador             | De               | Notas            |
| Mercado de Verão    | Mercado de Verão | Mercado de Verão |
| ------------------- | ---------------- | ---------------- |
| Bracalli            | FC Porto         | Empréstimo       |
| Ricardo             | Setúbal          |                  |
| Nuno Reis           | Sporting         | Empréstimo       |
| Babanco             | Arouca           |                  |
| D´Onofrio           | Standard Liège   |                  |
| David Silva         | Kilmarnock       |                  |
| Nuno Silva          | União da Madeira |                  |
| Rui Sampaio         | Cagliari         | Empréstimo       |
| José Luis Fernández | Benfica          | Empréstimo       |
| Djaniny             | Benfica          | Empréstimo       |
| Evandro Brandão     | Videoton         | Empréstimo       |
| Abdi                | Ferencváros      |                  |
| Targino             | Guimarães        |                  |
| Mercado de Inverno  |                  |                  |
| Terroso             | Chernomorets     |                  |
| Lucas Souza         | Paraná           |                  |
| Thalles             | Palmeiras        |                  |
| Pepe                | Canoas           |                  |

#### Saídas
| Jogador             | Para              | Notas             |
| Mercado de Verão    | Mercado de Verão  | Mercado de Verão  |
| ------------------- | ----------------- | ----------------- |
| Leandro Turossi     | Moncarapachense   | Empréstimo        |
| Fabiano             | Porto             |                   |
| João Gonçalves      | Guimarães         | Fim de empréstimo |
| André Pinto         | Panathinaikos     | Fim de empréstimo |
| Mexer               | Nacional          |                   |
| Ismaily             | Braga             |                   |
| Cauê                | Vaslui            |                   |
| Salvador Agra       | Betis             |                   |
| Wilson Eduardo      | Académica         | Fim de empréstimo |
| Meza                | Deportivo Morón   |                   |
| Toy                 | Doxa Katokopias   |                   |
| Regula              | Naval             | Empréstimo        |
| Dady                | Apollon Limassol  |                   |
| Mateus              | Atlético Sorocaba |                   |
| Edinho Júnior       | Blackburn Rovers  |                   |
| Anselmo             | Farense           |                   |
| Jorge Araújo        | Farense           |                   |
| Ventura             | Porto             | Fim de empréstimo |
| Mercado de Inverno  |                   |                   |
| Vitor Vinha         | Gil Vicente       |                   |
| Nuno Silva          | Recreativo Libolo |                   |
| Rui Sampaio         | Beira Mar         | Fim de empréstimo |
| José Luis Fernández | Godoy Cruz        | Fim de empréstimo |

### Jogos

#### Pré época
| 14 de julho de 2012 | Olhanense        | 2 – 1     | Benfica B   | Olhão                                      |  |
| 18:00 UTC           | Maurício 26' 32' | Relatório | Djaniny 86' | Estádio: José Arcanjo Árbitro: Paulo Silva |  |

| 18 de julho de 2012 | Betis                                                                              | 4 – 0     | Olhanense | Cartaya |  |
| 19:00 UTC           | Jonathan Pereira 8' Alejandro Pozuelo 32' (gp) Joel Campbell 36' Salvador Agra 64' | Relatório |           |         |  |

| 27 de julho de 2012 | Olhanense           | 1 – 1     | Reading           | Olhão                                        |  |
| 20:30 UTC           | Rui Duarte 62' (gp) | Relatório | Danny Guthrie 23' | Estádio: José Arcanjo Árbitro: Ricardo Neves |  |

| 4 de agosto de 2012 | Olhanense | 3 – 0     | Quarteirense                          | Quarteira                       |  |
| 10:00 UTC           |           | Relatório | Abdi 45' Jander 53' Ailton 90' (a.g.) | Estádio: Municipal de Quarteira |  |

| 7 de agosto de 2012 | Farense | 0 – 0     | Olhanense | Faro              |  |
| 20:00 UTC           |         | Relatório |           | Estádio: São Luís |  |

| 11 de agosto de 2012 | Olhanense                               | 3 – 0     | Louletano | Olhão                 |  |
| 10:00 UTC            | Rui Duarte 13' (gp) 15' David Silva 43' | Relatório |           | Estádio: José Arcanjo |  |

#### Liga Zon Sagres
| 17 de agosto de 2012 1ª jornada | Olhanense                | 2 – 1     | Estoril                 | Olhão                                                              |  |
| 20:15 UTC                       | Maurício 30' Yontcha 59' | Relatório | Steven Vitória 25' (gp) | Estádio: José Arcanjo Público: 1 820 Árbitro: Olegário Benquerença |  |

| 24 de agosto de 2012 2ª jornada | Académica  | 1 – 1     | Olhanense       | Coimbra                                                          |  |
| 20:15 UTC                       | Edinho 53' | Relatório | David Silva 67' | Estádio: Cidade de Coimbra Público: 3 167 Árbitro: Cosme Machado |  |

| 01 de setembro de 2012 3ª jornada | Olhanense            | 2 – 3     | FC Porto                       | Loulé                                                     |  |
| 20:30 UTC                         | Abdi 13' Targino 86' | Relatório | James 43' Jackson 49' Hulk 72' | Estádio: do Algarve Público: 9 498 Árbitro: João Ferreira |  |

| 23 de setembro de 2012 4ª jornada | Setúbal    | 1 – 0     | Olhanense | Setúbal                                                 |  |
| 16:00 UTC                         | Meyong 48' | Relatório |           | Estádio: do Bonfim Público: 2 836 Árbitro: Duarte Gomes |  |

| 30 de setembro de 2012 5ª jornada | Olhanense | 1 – 2     | Nacional                     | Loulé                                                      |  |
| 16:00 UTC                         | Abdi 56'  | Relatório | Maurício 19' (ag) Rondón 90' | Estádio: do Algarve Público: 1 493 Árbitro: Jorge Ferreira |  |

| 23 de outubro de 2012 6ª jornada | Braga                                     | 4 – 4     | Olhanense                                         | Braga                                               |  |
| 16:30 UTC                        | Hélder Barbosa 9' Douglão 4' 94' Éder 82' | Relatório | Abdi 4' Ivanildo 26' 36' Rúben Amorim 19' (ag 55) | Estádio: Axa Público: 12 055 Árbitro: Jorge Tavares |  |

| 27 de outubro de 2012 7ª jornada | Olhanense          | 2 – 2     | Moreirense                   | Olhão                                                         |  |
| 16:00 UTC                        | Rui Duarte 38' 85' | Relatório | Pablo Olivera 35' Ghilas 56' | Estádio: José Arcanjo Público: 1 467 Árbitro: Manuel Oliveira |  |

| 4 de novembro de 2012 8ª jornada | Paços de Ferreira | 0 – 0     | Olhanense | Paços de Ferreira                                         |  |
| 16:00 UTC                        |                   | Relatório |           | Estádio: da Mata Real Público: 1 189 Árbitro: Hugo Miguel |  |

| 11 de novembro de 2012 9ª jornada | Olhanense | 1 – 0     | Beira Mar | Olhão                                                     |  |
| 16:00 UTC                         | Abdi 29'  | Relatório |           | Estádio: José Arcanjo Público: 1 416 Árbitro: Jorge Sousa |  |

| 24 de novembro de 2012 10ª jornada | Benfica                | 2 – 0     | Olhanense | Lisboa                                             |  |
| 20:30 UTC                          | Cardozo 26' Luisão 72' | Relatório |           | Estádio: da Luz Público: 24 104 Árbitro: Rui Silva |  |

| 9 de dezembro de 2012 11ª jornada | Guimarães                 | 2 – 0     | Olhanense | Guimarães                                                       |  |
| 20:15 UTC                         | Baldé 21' André André 63' | Relatório |           | Estádio: Afonso Henriques Público: 8 154 Árbitro: Bruno Esteves |  |

| 15 de dezembro de 2012 12ª jornada | Olhanense                   | 2 – 2     | Gil Vicente             | Olhão                                                   |  |
| 16:00 UTC                          | Nuno Piloto 67' Evandro 78' | Relatório | Yero 3' Luís Carlos 65' | Estádio: José Arcanjo Público: 1 127 Árbitro: Rui Costa |  |

| 5 de janeiro de 2013 13ª jornada | Rio Ave | 0 – 1     | Olhanense   | Vila do Conde                                                       |  |
| 16:00 UTC                        |         | Relatório | Targino 72' | Estádio: Estádio dos Arcos Público: 1 385 Árbitro: Renato Gonçalves |  |

| 13 de janeiro de 2013 14ª jornada | Olhanense | 0 – 2     | Sporting             | Olhão                                                      |  |
| 18:00 UTC                         |           | Relatório | Labyad 3' Adrien 54' | Estádio: José Arcanjo Público: 3 215 Árbitro: Hugo Pacheco |  |

| 20 de janeiro de 2013 15ª jornada | Marítimo   | 1 – 0     | Olhanense | Funchal                                                  |  |
| 16:00 UTC                         | Adilson 9' | Relatório |           | Estádio: dos Barreiros Público: 4 083 Árbitro: Rui Silva |  |

| 27 de janeiro de 2013 16ª jornada | Estoril                           | 3 – 3     | Olhanense                               | Estoril                                                              |  |
| 20:15 UTC                         | Steven Vitória 9' 28' Evandro 46' | Relatório | Targino 19' Maurício 59' Rui Duarte 68' | Estádio: António Coimbra da Mota Público: 728 Árbitro: Jorge Tavares |  |

| 3 de fevereiro de 2013 17ª jornada | Olhanense | 0 – 0     | Académica | Olhão                                                       |  |
| 16:00 UTC                          |           | Relatório |           | Estádio: José Arcanjo Público: 1 329 Árbitro: Pedro Proença |  |

| 10 de fevereiro de 2013 18ª jornada | FC Porto   | 1 – 1     | Olhanense   | Porto                                                     |  |
| 20:15 UTC                           | Jackson 6' | Relatório | Targino 54' | Estádio: do Dragão Público: 26 809 Árbitro: Cosme Machado |  |

| 17 de fevereiro de 2013 19ª jornada | Olhanense | 0 – 1     | Setúbal           | Olhão                                                     |  |
| 16:00 UTC                           |           | Relatório | Pedro Tavares 80' | Estádio: José Arcanjo Público: 1 904 Árbitro: Manuel Mota |  |

| 24 de fevereiro de 2013 20ª jornada | Nacional                         | 3 – 1     | Olhanense        | Funchal                                                    |  |
| 16:00 UTC                           | Rondon 12' Moreno 73' Révson 85' | Relatório | André Micael 69' | Estádio: da Choupana Público: 2 273 Árbitro: Bruno Esteves |  |

| 04 de março de 2013 21ª jornada | Olhanense | 0 – 1     | Braga      | Olhão                                                    |  |
| 20:30 UTC                       |           | Relatório | Salino 11' | Estádio: José Arcanjo Público: 737 Árbitro: Bruno Paixão |  |

| 10 de março de 2013 22ª jornada | Moreirense              | 1 – 1     | Olhanense       | Moreira de Cónegos                                                                   |  |
| 16:00 UTC                       | Ricardo Pessoa 29' (gp) | Relatório | Lucas Souza 91' | Estádio: Comendador Joaquim Almeida de Freitas Público: 1 496 Árbitro: João Ferreira |  |

| 16 de março de 2013 23ª jornada | Olhanense            | 1 – 2     | Paços de Ferreira  | Olhão                                                           |  |
| 17:00 UTC                       | Nuno Santos 29' (ag) | Relatório | Manuel José 4' 44' | Estádio: José Arcanjo Público: 1 094 Árbitro: Artur Soares Dias |  |

| 30 de março de 2013 24ª jornada | Beira Mar | 0 – 1     | Olhanense       | Aveiro                                                             |  |
| 16:00 UTC                       |           | Relatório | Lucas Souza 80' | Estádio: Municipal de Aveiro Público: 3 529 Árbitro: Pedro Proença |  |

| 7 de abril de 2013 25ª jornada | Olhanense | 0 – 2     | Benfica              | Olhão                                                     |  |
| 20:15 UTC                      |           | Relatório | Sálvio 52' Matic 64' | Estádio: José Arcanjo Público: 5 650 Árbitro: Hugo Miguel |  |

| 22 de abril de 2013 26ª jornada | Olhanense   | 1 – 2     | Guimarães       | Olhão                                                      |  |
| 20:00 UTC                       | Djalmir 63' | Relatório | Soudani 38' 41' | Estádio: José Arcanjo Público: 1 238 Árbitro: Hugo Pacheco |  |

| 28 de abril de 2013 27ª jornada | Gil Vicente                       | 2 – 0     | Olhanense | Barcelos                                                              |  |
| 16:00 UTC                       | Hugo Vieira 24' César Peixoto 50' | Relatório |           | Estádio: Cidade de Barcelos Público: 7 052 Árbitro: Artur Soares Dias |  |

| 5 de maio de 2013 28ª jornada | Olhanense          | 1 – 0     | Rio Ave | Olhão                                                      |  |
| 16:00 UTC                     | Tarantini 24' (ag) | Relatório |         | Estádio: José Arcanjo Público: 2 025 Árbitro: Duarte Gomes |  |

| 11 de maio de 2013 29ª jornada | Sporting        | 1 – 0     | Olhanense | Lisboa                                                              |  |
| 18:15 UTC                      | Diego Capel 73' | Relatório |           | Estádio: Alvalade XXI Público: 23 747 Árbitro: Olegário Benquerença |  |

| 19 de maio de 2013 30ª jornada | Olhanense | 0 – 0     | Marítimo | Olhão                                                   |  |
| 18:30 UTC                      |           | Relatório |          | Estádio: José Arcanjo Público: 3 031 Árbitro: Rui Costa |  |

#### Taça de Portugal
| 20 de outubro de 2012 3E | Olhanense                             | 3 – 0     | 1º de Dezembro | Loulé                                    |  |
| 16:00 UTC                | Rui Duarte 45' Jander 64' Yontcha 76' | Relatório |                | Estádio: do Algarve Árbitro: João Capela |  |

| 18 de novembro de 2012 4E | Paços de Ferreira | 2 – 1     | Olhanense | Paços de Ferreira                       |  |
| 15:00 UTC                 | Cícero 79' 80'    | Relatório | Abdi 13'  | Estádio: Mata Real Árbitro: Manuel Mota |  |

#### Taça da Liga

##### Fase de Grupos (Grupo D)
| Equipa     | Pts | J | V | E | D | GM | GS | DG |
| ---------- | --- | - | - | - | - | -- | -- | -- |
| Benfica    | 7   | 3 | 2 | 1 | 0 | 6  | 4  | +2 |
| Moreirense | 3   | 3 | 0 | 3 | 0 | 3  | 3  | 0  |
| Académica  | 2   | 3 | 0 | 2 | 1 | 4  | 5  | –1 |
| Olhanense  | 2   | 3 | 0 | 2 | 1 | 1  | 2  | –1 |

| 9 de dezembro de 2012 1 | Olhanense           | 1 – 2     | Benfica                | Olhão                                                        |  |
| 19:45 UTC               | Evandro Brandão 48' | Relatório | Rodrigo 69' · Lima 87' | Estádio: José Arcanjo Público: 3 213 Árbitro: Paulo Baptista |  |

| 30 de dezembro de 2012 2 | Académica | 0 – 0     | Olhanense | Coimbra                                                        |  |
| 16:00 UTC                |           | Relatório |           | Estádio: Cidade de Coimbra Público: 920 Árbitro: João Ferreira |  |

| 9 de janeiro de 2013 3 | Olhanense | 0 – 0     | Moreirense | Olhão                                                    |  |
| 19:45 UTC              |           | Relatório |            | Estádio: José Arcanjo Público: 455 Árbitro: Duarte Gomes |  |